# 綴り字
綴り字（つづりじ）とは、ある語を文字で表す際に、どの音や意味・文法的機能にどの字を用いるかという規則のこと。綴字（ていじ、てつじ）、スペリング（英語名詞: spelling）、スペル（英語動詞: spell）ともいう。
言語によって決められている綴り字の規則体系を綴字法、または綴り字法と呼び、正書法の最も中心的な役割を果たしている。綴字法により、ある言語において同じ語は同じ綴りで書かれる。
日本語においては複数の文字体系を使うが、仮名についての綴字法のことを特に仮名遣いと呼んでいる。

## 表音主義
綴り字において、音と字が1対1対応することを目指すことを表音主義という。現実的に完全な表音ということはありえず、言語によって表音主義に近いか遠いかの差がある。例えば、英語は歴史的な音韻変化により表音主義からかなり離れた綴り字となっており、「a」1つだけでもcat/æ/（ă）take/eɪ/（ā）, father/ɑː/（ä）, water/ɔː/…といった多くの音を表している。
日本語の現代仮名遣いの場合、表音主義に近く作られているが、徹底はしていない。例えば助詞の「へ・を・は」や、[oː]という音を表すのに「おう」「おお」の2通りがあるといったことがある。これらを表音主義にもとづいて綴れば、誰にでも読み書きが学びやすくなるといった長所があるが、古語との関連性が断たれたり、語源の明示性が失われるといった短所がある。また、語は他の語と結合したり、文法的機能に応じて語形変化したりすることで発音を変化させる。これを表音主義に基づけば一々綴り字を変えることになるが、経済性を重んじて綴り字は同じまま発音だけが変わったり、発音の変化に対応できるような綴り字を工夫したりすることもなされる。
カナモジカイなど現代仮名遣いを徹底的に表音主義化すべきとの論者もいる。ギャル語など俗語では現代仮名遣い以上に表音主義化することがある。
綴り字において字は音だけを表すとは限らず、文法規則や発音規則を表すために使われることがある。例えば英語のcakeやsiteにおけるeは発音されず、子音の前の母音が長母音（二重母音）であることを示すための記号であり、このような発音されない字を黙字と呼ぶ。